# 10366 Сьодзосато
10366 Сьодзосато (10366 Shozosato) — астероїд головного поясу, відкритий 24 листопада 1994 року.
Тіссеранів параметр щодо Юпітера — 3,616.
Названо на честь Сьодзо Сато (яп. しょうぞう・さとう(佐藤昌三) сьо:дзо: сато:).